# 児玉経行
児玉 経行（こだま つねゆき、生没年不詳）は、平安時代後期の武蔵国児玉郡の武将。通称は三郎（系図によっては二郎）。平児玉を称したとも系図にはあるが、平児玉を称したのは子息子孫である。文書には太夫ともある。経行系児玉氏の祖。
武蔵七党の一角を占める児玉党の祖である児玉惟行（有道惟行）の次男として生まれる。元は有道経行と称し、系図にも「有三郎 別当 経行」、「有三 別当 経行」などと記述されている。兄（惟行の嫡男）は児玉弘行で児玉党の本宗家2代目となる。弟は系図によって、伝承が異なり、名前も異なるが、このページでは、児玉貞行と児玉惟親と記載しておく。経行の子息は、『武蔵七党系図』では、保義、行重、兼永、行高となっている（系図によって子息の方も伝承に差異が見られる為、判断は保留）。次男の行重は秩父重綱（平姓、平重綱）の養子となり、姓が平となり、秩父平太行重と名乗り、系図には秩父権守と記載されている。また、行高も秩父平四郎行高を称したとある。七党系図の伝承によると、経行の娘は、源義朝の嫡子である源義平の乳母となり、「乳母御所」を号したと記述されている（系図によっては、秩父重綱の妻になったとも）。児玉党が河内源氏と密接な関係を築き上げるきっかけを作った。経行の最も末裔には児玉元村（安芸児玉氏、経行系児玉氏の19代目）がいる。
系図に兄弘行と同様に「別当」とあり、牧の管理を行っていたものと考えられる（阿久原牧の別当とは系図には記述されていない）。『小代行平 置文』によれば、後三年の役の後に、弘行と弟の有三別当太夫経行は児玉郡を屋敷として居住する様に命じられたとある（上述の様に、経行の子息達は、秩父郡や上野国の方へ移住していく）。後三年の役後は、兄弘行が源義家に多胡氏の討伐を命じられ、弘行から代官として多胡氏討伐を任せられたとされる。

## その他
- 父惟行が児玉氏の菩提寺である西光寺を建立したと伝承にはある為、墓所は西光寺と見られるが、14世紀中頃の薊山合戦で当寺は焼失したとある為、遺骨は不明。
- 経行の息女の1人は、河内経国の妻になったとも伝えられ、児玉党が源氏と密接に繋がる為に、政略結婚に尽力していた事が分かる。その一方で、子息達は平氏と関係を築き、人脈を広げている。
- 経行は児玉党の本宗家（党首）ではなく、河内村が児玉党の本拠地であったのも本宗家4代目までであり、それ以後は児玉庄＝栗崎村(現本庄市栗崎)が本拠地である。

## 参考資料
- 『児玉町史 中世資料編』[要文献特定詳細情報]
- 『本庄人物事典』[要文献特定詳細情報]